# Leukotriene
Leukotriene (von altgriechisch λευκός leukós „weiß“ und altgriechisch τρεῖς, τρία treis, tría „drei“) zählen zu den Eicosanoiden, sind chemisch von der Arachidonsäure, einer vierfach ungesättigten Fettsäure, abgeleitet und besitzen drei konjugierte Doppelbindungen. Ihre Rolle im Stoffwechsel steht im Zusammenhang mit allergischen bzw. entzündlichen Reaktionen des Körpers (z. B. Asthma bronchiale). Sie wurden in Leukozyten (weißen Blutkörperchen) entdeckt.
Das Enzym Arachidonat-5-Lipoxygenase katalysiert die Reaktion von Arachidonsäure über 5-Hydroperoxyeicosatetraensäure (5-HPETE) zu Leukotrien A4 (LTA4). Das sehr instabile Epoxid LTA4 ist die direkte Ausgangsverbindung zur Biosynthese diverser Leukotriene. 
Die Substanzgruppe unterteilt sich in die Peptido-(Cysteinyl-)Leukotriene LTC4, LTD4 und LTE4 und das Cysteinyl-freie LTB4, die mithilfe der Enzyme LTA4-Hydrolase, LTC4-Synthase, γ-Glutamyltransferase, sowie der Dipeptidase 2 erhalten werden. Die letzten beiden Reaktionen, von LTC4 ausgehend, setzen den Export von LTC4 aus der Zelle mithilfe des Multidrug Resistance-Related Proteins 1 (MRP1) voraus.
Im Syntheseweg der Leukotriene spielt das 5-Lipoxygenase-aktivierende Protein (FLAP) eine regulierende bzw. induzierende (auslösende) Rolle. 
Arzneistoffe: Montelukast, Pranlukast und Zafirlukast sind Leukotrien-Rezeptor-Antagonisten. Zileuton ist ein Leukotrien-Synthesehemmer. Solche Leukotrienhemmer sind gegen Asthma bronchiale wirksam.

Leukotrien A4
Leukotrien B4
Leukotrien C4
Leukotrien D4
Leukotrien E4